# Jürgen Winkler (Leichtathlet)
Jürgen Winkler (* 1. März 1959 in Bonn) ist ein ehemaliger deutscher Leichtathlet, der sich auf den Stabhochsprung spezialisiert hatte.

## Karriere
Jürgen Winkler war bis 1974 beim LC Bonn und dann bis 1983 bei der LG Bonn-Troisdorf. 1984 und 1985 sprang er für die LG Bonn-Meckenheim und wechselte dann zum TV Wattenscheid 01.
Seinen einzigen deutschen Meistertitel gewann Winkler 1985 in Stuttgart. Im Freien war er zudem zweimal Zweiter und dreimal Dritter. Bei den Deutschen Hallenmeisterschaften war er zweimal Zweiter. Bei der Universiade 1981 belegte Winkler den fünften Platz.
Jürgen Winkler startete von 1978 bis 1986 bei 21 Meisterschaften und Länderkämpfen im Nationaltrikot. Bei den Europameisterschaften 1982 in Athen erreichte er das Finale und belegte mit 5,35 Meter den elften Platz. 1983 bei den Weltmeisterschaften in Helsinki wurde die Qualifikation im Regen abgebrochen und alle 27 Starter traten zwei Tage später im Finale an. Winkler belegte mit 5,25 Meter den 17. Platz. 1986 bei den Europameisterschaften in Stuttgart schied Winkler in der Qualifikation mit 5,30 Meter aus.
Seine Bestleistung von 5,66 Meter sprang Winkler am 29. Juli 1983 in Rhede, diese Höhe war damals Deutscher Rekord.